# Kalanchoe dinklagei
Kalanchoe dinklagei är en fetbladsväxtart som beskrevs av Werner Rauh. Kalanchoe dinklagei ingår i släktet Kalanchoe och familjen fetbladsväxter. Inga underarter finns listade i Catalogue of Life.